# Sian Brice
Sian Brice (Leigh, 20 april 1969), is een Britse triatlete uit St Albans. Ze werd Brits kampioene op deze discipline. Ook nam ze eenmaal deel aan de Olympische Spelen, maar won bij die gelegenheid geen medaille.
Haar eerste succes boekte ze in 1997 door Brits kampioene op de triatlon te worden. In 2000 nam ze deel aan de Olympische Zomerspelen van Sydney op het onderdeel triatlon. Hier moest ze voor de finish uitstappen.

## Titels
- Brits kampioen triatlon - 1997

## Belangrijkste prestaties

### triatlon
- 1997: 15e EK Olympische Afstand in Vuokatti - 2:22.05
- 1998:  Brits kampioenschap triatlon
- 1998:  ITU wereldbekerwedstrijd in Nieuw-Zeeland
- 1998: 19e EK olympische afstand in Velden - 2:08.14
- 1998: 29e WK olympische afstand in Lausanne - 2:14.55
- 1999:  EK olympische afstand in Funchal - 2:01.42
- 1999: 6e WK olympische afstand in Montreal - 1:56.52
- 2000: 4e ITU wereldbekerwedstrijd in Brazilië
- 2000: 5e EK olympische afstand in Stein - 2:09.21
- 2000: 30e WK olympische afstand in Perth
- 2000: DNF Olympische Spelen in Sydney